# Gözde Kırdar
Gözde Kırdar, född 26 juni 1985 är en turkisk volleybollspelare (spiker).
Gözde är tvillingsyster till Özge Kırdar. Hon började spela på seniornivå med Güneş Sigorta SK 1999. Klubben gick 2000 samman med Vakıfbank SK, som hon spelat med under hela sin karriär. Med klubben, som under samma period varit en av världens mest framgångsrika, har hon vunnit en stor mängd nationella och internationella titlar, såsom till exempel turkiska mästerskapet och CEV Champions League flera gånger. Vid flera tillfällen har hon även vunnit individuella utmärkelser, till exempel vid CEV Champions League 2010–2011 då hon utsågs till bästa mottagare, finalserien av Sultanlar Ligi 2012–2013 (mest värdefulla spelare, spiker och mottagare), turkiska supercupen 2014–2015 (mest värdefulla spelare) och CEV Champions League 2017–2018 (mest värdefulla spelare).
Sedan 2003 har hon varit en del av det turkiska landslaget, med vilka hon bland annat vunnit brons vid EM 2011 och 2017.